# Liz Baffoe

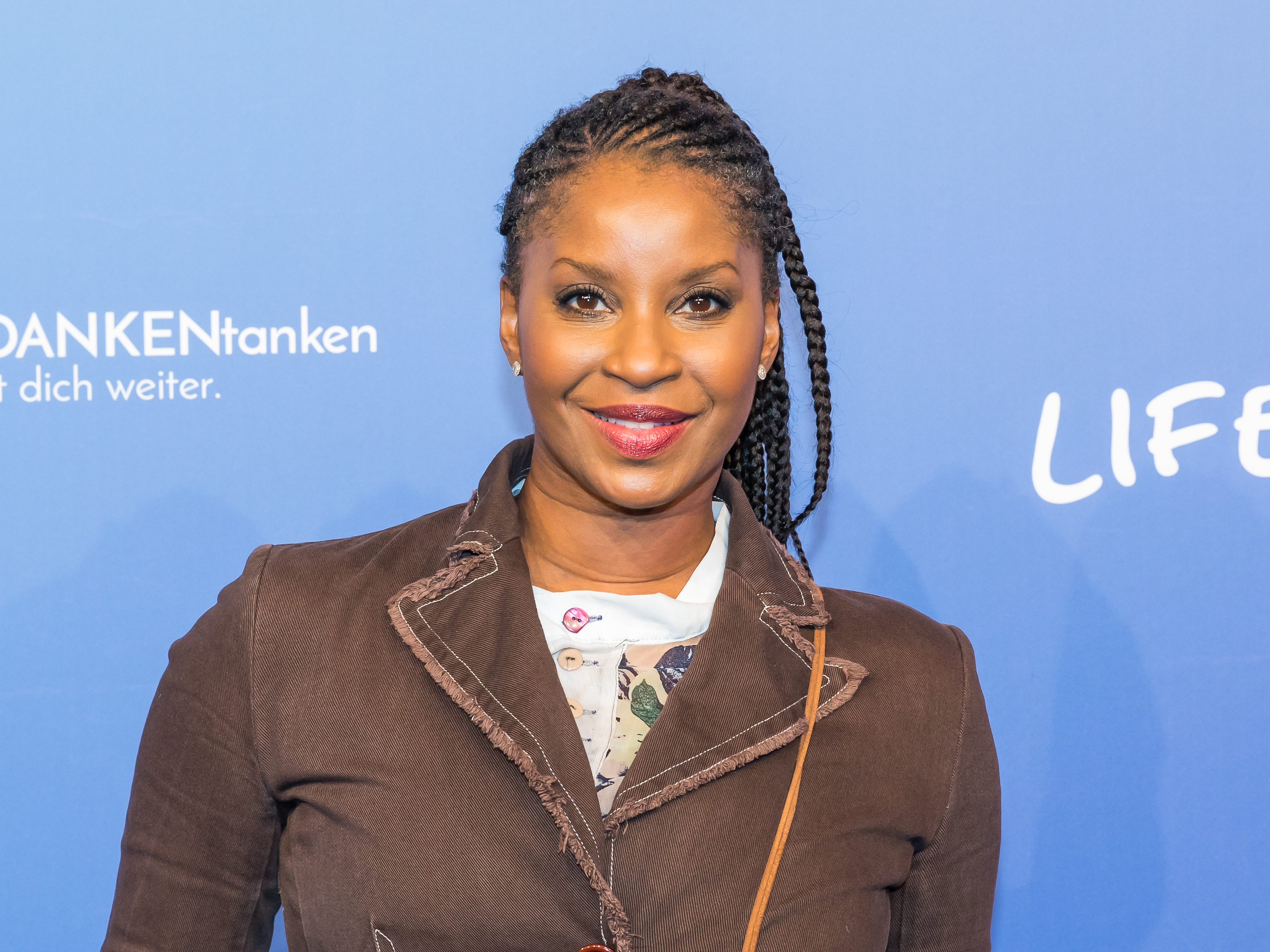
Liz Baffoe, 2018

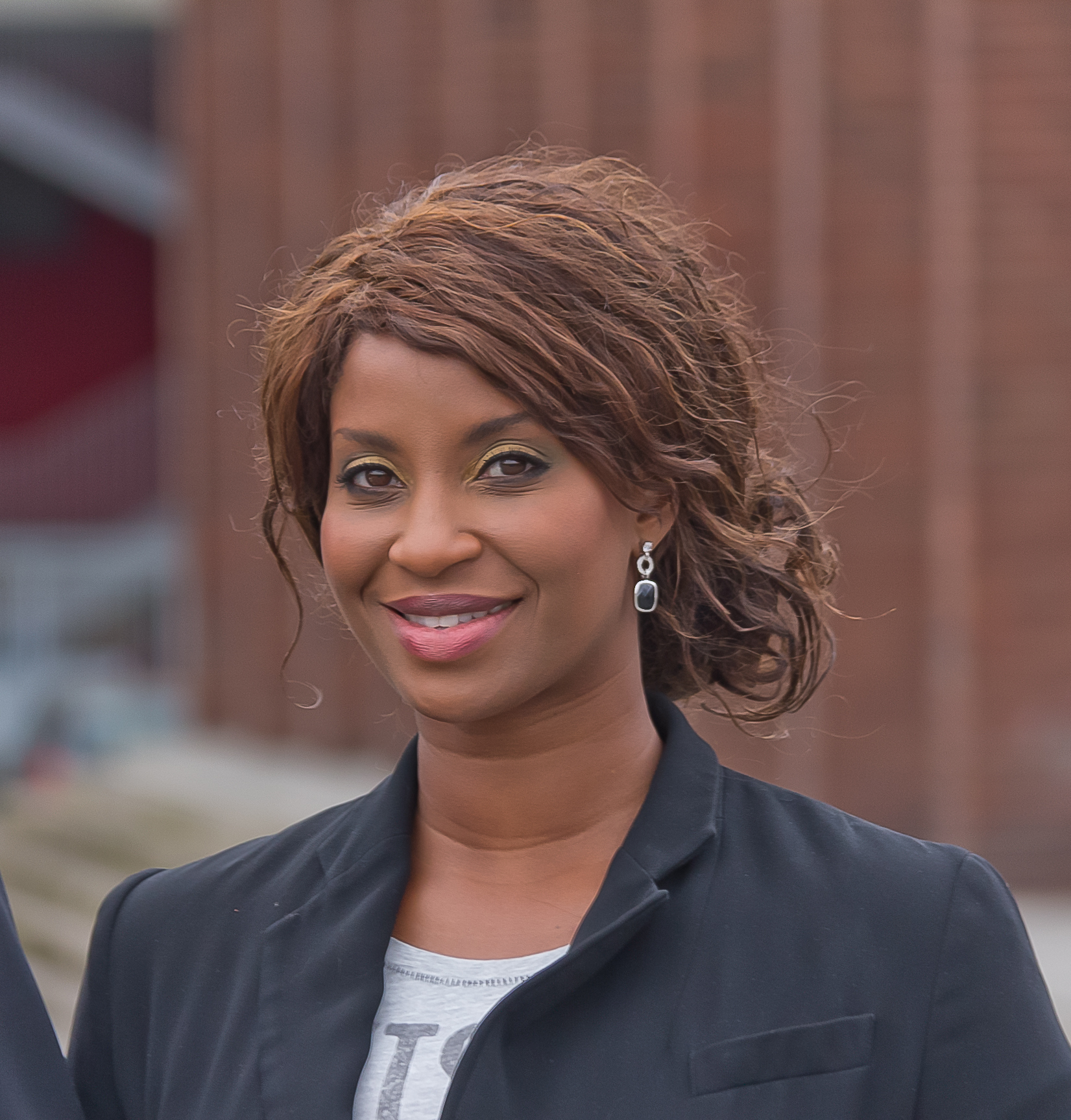
Liz Baffoe, 2012

Liz Baffoe (* 6. Juli 1969 in Bad Godesberg, jetzt Bonn) ist eine deutsch-ghanaische Schauspielerin.

## Jugend und Ausbildung
Baffoe kam als jüngste Tochter eines ghanaischen Diplomaten zur Welt und wuchs im Diplomatenviertel in Bonn-Bad Godesberg auf. Ihr Bruder ist der ehemalige Fußballspieler und Fernsehmoderator Anthony Baffoe, die Schauspielerin Rosalind Baffoe ist ihre Schwester. Nach dem Abitur 1992 absolvierte sie eine Ausbildung zur Mediengestalterin. Von 1996 bis 1999 besuchte sie die Schauspielschule des Theaters der Keller in Köln und 2001 das Herbert Berghof Studio in New York.

## Wirken
Von Folge 518, ausgestrahlt am 5. November 1995, bis zur Folge 1112 vom 25. März 2007 spielte sie in der Fernsehserie Lindenstraße die Rolle der Nigerianerin Mary. Außerdem spielte sie Nebenrollen in einigen deutschen Fernsehserien und -filmen. Insbesondere durch ihre Dauerrolle in der Lindenstraße ist der Eindruck entstanden, Liz Baffoe spreche nur gebrochen Deutsch, was jedoch nicht der Realität entspricht.
Baffoe singt in einer Soulband und war ab 1992 zwei Jahre Hintergrundsängerin in der Rudi-Carrell-Show Lass Dich überraschen.
Im Oktober 2006 nahm sie gemeinsam mit Hendryk Schamberger an der RTL-Show Dancing on Ice teil. Seit September 2007 steht sie in der Rolle der Lehrerin Changa Miesbach für die elfte  Staffel von Schloss Einstein vor der Kamera. Außerdem spielte sie von 2008 bis 2013 in der Serie Die Anrheiner die Kioskbetreiberin Hadiya Wedekind. Sie spielt diese Rolle auch in der Nachfolgeserie Ein Fall für die Anrheiner (ab 2011), wobei Hadiya Wedekind jetzt als Pressefotografin arbeitet. Am 27. Januar 2013 war sie Kandidatin in der VOX-Sendung Das perfekte Promi-Dinner. Seit Dezember 2013 wird Liz Baffoe vertreten durch die Managementagentur ONEeins Management aus Odenthal. Liz Baffoe unterstützt als Botschafterin die Initiative Respekt! Kein Platz für Rassismus. Seit 2013 ist Baffoe Schirmherrin von Gye Nyame Kids e. V. Der Verein setzt sich vor allem für Waisen- und Halbwaisenkinder sowie für alleinstehende Mütter in Ghana ein. Im August 2014 nahm Baffoe an der Sat.1-Show Promi Big Brother teil und belegte dort den 9. Platz. Am 1. September 2015 eröffnete Liz Baffoe zusammen mit dem Unternehmer Alexander Leon Diaz das Modelabel Atinka Ashenso. Seit dem 6. April 2018 vertreibt Liz Baffoe eine eigene Schmuckkollektion über den Sender QVC. Seit dem 5. März 2021 vertreibt sie ihre Mode- und Schmuckkollektion beim Homeshoppingsender Channel 21. Seit November 2021 gehört Baffoe zum Rateteam der SWR-Fernsehsendung Ich trage einen großen Namen und seit März 2022 zum Rateteam der SWR-Fernsehsendung Sag die Wahrheit. Im Januar 2023 war sie Teilnehmerin bei First Dates. Im März 2025 wurde bekannt, dass Liz Baffoe eine neue berufliche Laufbahn als Flugbegleiterin bei der deutschen Fluggesellschaft Condor eingeschlagen hat. Die ehemalige Schauspielerin erklärte, dass sie sich mit ihrer neuen Tätigkeit einen lang gehegten Traum erfüllt habe.

## Privates
Ab dem 1. Juni 2012 war Baffoe verheiratet. Zwischenzeitlich lebte sie mit ihrer Familie in einem kleinen Ort bei Kaiserslautern in der Pfalz, 2014 zog sie zurück nach Köln. Im Frühjahr 2015 trennte sich Baffoe von ihrem Ehemann.

## Filmografie (Auswahl)
- 1995–2007: Lindenstraße
- 1999: Der Fahnder
- 2000: Die Manns – Ein Jahrhundertroman
- 2001: Tatort – Bestien
- 2002: Problemzone Mann
- 2003: Im Namen des Gesetzes
- seit 2008: Schloss Einstein
- 2008–2011: Die Anrheiner
- 2009: In aller Freundschaft – Folge 421 Wohin des Weges?
- 2011–2014: Ein Fall für die Anrheiner
- 2011: Nachtschicht – Reise in den Tod
- 2012: Verbotene Liebe
- 2012: Geisterfahrer
- 2016: Kreuzfahrt ins Glück
- 2018: Die Füchsin – Spur in die Vergangenheit
- 2019: Nachtschicht – Cash & Carry (Krimireihe)
- 2024: Kroymann (Satiresendung, Ist die noch gut?)